# Inger Andersen
Inger Andersen (1958) é uma economista e ambientalista dinamarquesa que ocupou diversos cargos de destaque em instituições inter-governamentais, dentre eles a vice-presidência para o Médio Oriente e o Norte de África do Banco Mundial, e Diretora-Geral da União Internacional para a Conservação da Natureza. Atualmente ocupa o cargo de Diretora Executiva do Programa das Nações Unidas para o Meio Ambiente.

## Formação e carreira
Inger Andersen estudou na na Escola de Estudos Orientais e Africanos da Universidade de Londres, onde obteve um mestrado em economia do desenvolvimento e em política africana.
Ela começou sua carreira trabalhando com problemas de desertificação no Sudão, e com o escritório da ONU para a região. Quando a Global Environment Facility foi criada em 1992, atuou como coordenadora da Região Árabe para o Programa das Nações Unidas para o Desenvolvimento. Em 1999 mudou-se para o Banco Mundial, onde trabalhou na linha de água, meio ambiente e desenvolvimento sustentável. Em 2010, ela foi nomeada Vice-Presidente de Desenvolvimento Sustentável e um ano mais tarde Vice-Presidente para o Oriente Médio e Norte da África. Ela também foi Chefe do Consultative Group on International Agricultural Research.
Em outubro de 2014 a UICN anunciou que em janeiro de 2015 Andersen assumiria o posto de Diretor-Geral da instituição, substituindo Julia Marton-Lefèvre. 
Em 21 de fevereiro de 2019, a Assembleia Geral das Nações Unidas elegeu Andersen como Diretor Executivo do Programa das Nações Unidas para o Meio Ambiente (PNUMA). Ela foi nomeada para um mandato de quatro anos.  Em 18 de janeiro de 2023, a Assembleia Geral confirmou que Andersen serviria por mais um mandato de quatro anos, até 14 de junho de 2027.